# Скид Роу (Лос Анжелис)
Вижте пояснителната страница за други значения на Скид Роу.
Скид Роу, официално известен като Central City East, е квартал на центъра на Лос Анджелис. Според преброяването от 2000 г. населението е 17 740 жители. Въпреки че няма официални граници, Скид Роу обикновено заема района на изток от улица Сан Педро, южно от Трайд стрийт, западно от Авеню Централ и северно от Севън стрийд.

## Население
Районът съдържа една от най-големите стабилни популации на бездомни хора в Съединените щати. Оценките за техния брой сочат наличието на между 3668 и 5131 бездомни лица. В този район всеки ден има кашони и къмпинг палатки, наредени по тротоара.
Трудната ситуация продължава и поради пандемията от коронавирус условията на живот на жителите постепенно се влошават. Има сдружения и приюти, които предлагат подкрепа, но те все още не са достатъчни, за да овладеят явлението. Все повече и повече хора, например в „Ютюб“ канали, предлагат документални кадри и доклади за ситуацията, в която се намира областта; редовно се интервюират членове на тази забравена човешка категория, които споделят своите истории за икономически, социални и емоционални трудности, с цел комуникаторите да повишат все повече и повече осведомеността сред цялото население за този огромен проблем и най-накрая да го отстранят.
В района на Skid Row съществуват едновременно експлоатация и проституция, включително на непълнолетни, търговия с наркотици и тяхната консумация, насилие и престъпност. Смята се за изключително опасна и деградирала зона.

## План за ограничаване
Планът за ограничаване е идея в процес на разработка, предназначена да държи хората, живеещи в Skid Row, в квартала, така че да не пътуват до други части на Ел Ей.